# Austrolimnophila nokonis
Austrolimnophila nokonis är en tvåvingeart som först beskrevs av Alexander 1928.  Austrolimnophila nokonis ingår i släktet Austrolimnophila och familjen småharkrankar.
Artens utbredningsområde är Taiwan. Inga underarter finns listade i Catalogue of Life.